# Wapen van Oeganda
Het wapen van Oeganda werd aangenomen op 21 december 1962.
Het schild en de speren symboliseren de bereidheid van de Oegandezen om hun land te verdedigen. Op het schild staan drie afbeeldingen: bovenin staan golven water als verwijzing naar het Victoriameer, in het midden de zon als symbool van de vele dagen zonneschijn in Oeganda en onderin een traditionele drum. 
Het schild wordt rechts geflankeerd door een grijze kroonkraan (Balearica regulorum gibbericeps). Dit is de nationale vogel van Oeganda en deze staat ook centraal op de Oegandese vlag. Links staat een Oegandese kob (Kobus kob thomasi), een soort kob die hier de dierenrijkdom van het land symboliseert.
Het schild staat op een groen veld dat het vruchtbare land symboliseert. Midden onder het schild is een gestileerde weergave van de Nijl afgebeeld. Twee belangrijke landbouwgewassen, koffie en katoen, staan naast de rivier. Onderin staat het nationale motto "For God and My Country", Engels voor "Voor God en Mijn Land".
Het origineel van het wapen, dat in 1962 gemaakt werd, is door president Idi Amin na zijn afzetting in 1979 samen met de eerste vlag van het land meegenomen naar Libië en later Saoedi-Arabië. Sindsdien is het zoek, maar de Oegandase regering heeft de Saoedische regering verzocht te helpen bij de teruggave.
Algerije · Angola · Benin · Botswana · Burkina Faso · Burundi · Centraal-Afrikaanse Republiek · Comoren · Congo-Brazzaville · Congo-Kinshasa · Djibouti · Egypte · Equatoriaal-Guinea · Eritrea · Ethiopië · Gabon · Gambia · Ghana · Guinee · Guinee-Bissau · Ivoorkust · Kaapverdië · Kameroen · Kenia · Lesotho · Liberia · Libië · Madagaskar · Malawi · Mali · Marokko · Mauritanië · Mauritius · Mozambique · Namibië · Niger · Nigeria · Oeganda · Rwanda · Sao Tomé en Principe · Senegal · Seychellen · Sierra Leone · Soedan · Somalië · Swaziland · Tanzania · Togo · Tsjaad · Tunesië · Westelijke Sahara · Zambia · Zimbabwe · Zuid-Afrika · Zuid-Soedan
Afhankelijke gebieden:
Brits Territorium in de Indische Oceaan · Canarische Eilanden · Ceuta · Melilla · Madeira · Mayotte · Réunion · Sint-Helena · Tristan da Cunha